# گرنیت فلز (کارولینای شمالی)
گرنیت فلز (به انگلیسی: Granite Falls) شهری در ایالت کارولینای شمالی کشور ایالات متحده آمریکا است که جمعیت آن در سرشماری سال ۲۰۱۰ میلادی، ۴٬۷۲۲ نفر بوده‌است.